# Wikipedia în maghiară
Wikipedia în maghiară (în maghiară Magyar Wikipédia) este versiunea în limba maghiară a enciclopediei libere online Wikipedia. A fost lansată pe 8 iulie 2003. În  septembrie 2011 a atins „pragul” de 200.000 de articole, iar în mai 2015 a ajuns la 300.000 de articole.

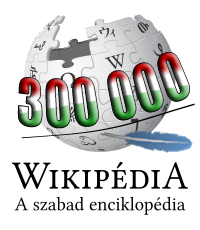
Logo-ul hu.wikipedia cu ocazia atingerii bornei de 300.000 de articole